# 中國明日超模
中國明日超模（China's Next Top Model，簡稱CNTM或ChiNTM）是一個讓參賽者競逐成為中國超級模特兒新秀的中國真人實境秀，由中國超級模特兒李艾擔任主持選出新一代超模新秀。至首季開始每年舉辦一次，第二季於2009年1月9日起在四川衛視台播放。冠軍將會獲得知名模特兒公司的合約一份、簽約成為贊助商形象代言人，並為知名時裝雜誌拍攝時尚封面大片。
2008年，李艾被邀請作為本節目主持人，在推出首個季度時，節目組曾邀請多名專業的時裝界人士擔任評判，包括：著名藝術創作設計師張天愛、被喻為「明星攝影教父」的著名攝影師張文華及著名造型師李善芝。而在最後一集中更加入兩位贊助商重要人物，包括：澳門美高梅金殿董事總經理何超瓊以及寶潔公司中國區美髮品類公關總監王曉晶。
但到了第二季就只有李艾留任主評委及主持，而其他評判全部都換成新面孔擔任，包括：被喻為「彩妝教父」的東田造型創始人李東田、嘉人雜誌主編鄧立、副主編張馳、時裝總監韓旭及美容編輯常靜、蜜絲佛陀中國區執行創意總監張人之、時尚設計師蔣瓊耳、被喻為「中國版毒舌評審」的前模特兒及瑰麗坊形象策劃工作室創辦人羅莎及Elite模特經紀公司中國區總監鄭屹。
第三季娃哈哈營養果粒美麗模坊於2010年6月13日正式首播。節目組邀請了「超模教母」韓穎華全程擔任評判，選出下一代超模。

## 比賽過程
每季參賽者共有十人，共十集，當中或有一集是比賽回顧。自首季開始，第一集為預賽，播放參賽者的入圍過程；第二集開始基本上每集會有一人被淘汰，當然亦有可能出現如無淘汰的特殊狀況，而淘汰何人是由評判商議決定。
每集參賽者都要學習不同的技巧，如學習擺姿勢、拍照、走秀、語言及文化等。在學習過後，女孩們將會接受考驗，然後由導師選出表現最優秀的參賽者勝出考驗，勝出者將會獲得一些豐富的獎品，而她能夠挑選數人與她共同分享該或其他獎賞。
隨後，女孩們會跟隨拍攝指導到達拍攝主題的地點或個別或配合其他模特兒進行拍攝，照片將會成為評判評定參賽者去留的準則之一。拍攝主題種類繁多，例如泳裝照、雜誌封面照、與動物合照、與男模特兒拍照、或各種主題照片（如第一季的奧運五環）等等。另外，每季更會有一集需要參賽者進行廣告拍攝，以取代照片拍攝作為評審準則，如第一季為潘婷拍攝廣告、第二季為蜜絲佛陀拍攝廣告。而其中第二季第四集以走秀表現取代照片和廣告來決定參賽者的去留亦屬特殊狀況。
每集末段，參賽者要逐一在評判前展示某些技巧，然後評判會批評她們的照片或廣告。評審準則包括：照片或廣告表現、個性、潛能、考驗、對應等多方面。
在評審過後，參賽者將回到評審室，主持人李艾會依參賽者的表現派發照片。最先入圍的參賽者稱為首名入圍；而未被叫名的最後兩名參賽者稱為包尾二人，她們將接受教訓。結果一人入圍，另一人出局。
到了最後一集，三名參賽者首先拍攝一輯照片，之後進行評審，一人提前出局。餘下的兩人會在時裝展上走秀決一勝負，然後再次進行評審，評判會總括最後兩強由第一至第十週的表現進行批評，最終一人會被選為下一代超模新秀。

## 季度摘要
| 季度 | 季度     | 首播日期 電視台                | 冠軍   | 亞軍   | 落敗參賽者                                                                                               | 參賽人數 | 出國地點 |
| ---- | -------- | ------------------------------ | ------ | ------ | --- | -------- | -------- |
| 1    | 潘婷     | 2008年1月13日 四川衛視         | 殷歌   | 王佳   | 劉文靜, 鮑潔, 張曉霈, 坦雅, 吳美廷, 馬舒怡, 朱楓, 閻雪芊                                                 | 10       | 澳門     |
| 2    | 蜜絲佛陀 | 2009年1月9日 四川衛視          | 孟瑤   | 莫佳琪 | 張蔡, 李沫, 胡路璐, 譚潔, 麗麗安娜, 張洋, 王珊, 何馨                                                     | 10       | ／       |
| 3    | 娃哈哈   | 2010年6月13日 四川衛視         | 毛楚玉 | 林嘉儀 | 賈安琪 & 闫玲, 諸燕, 孫悅, 趙奕菲, 史玉, 晁常伊蘭, 朱悅, 黃琪, 王聖潔                                    | 12       | ／       |
| 4    | 爱慕     | 2013年10月12日 海南卫视        | 王晓倩 | 俞安琦 | 陈淇 & 尹芳兵, 夏凡, 陈禅琳, 宗一童, 党竹溪, 王晓婷, 史欣灵, 李乔丹, 晨岚, 解舒雅, 呼喚                  | 14       | 首爾     |
| 5    | 时尚     | 2015年5月21日 重庆广播电视总台 | 李斯佳 | 李雪   | 赖郁庭 & 姜英, 哈昇, 徐梦婷, 贾珍珍, 于灵芸 & 王萌, 邓天龙, 伊程, 赵卓能, 黄斯琪, 李浩庭, 刘弦夏, 王仁川 | 16       | 伦敦     |

## 比賽數據
- 參賽總人數：30（包括第三季）

年齡（參賽時）
- 冠軍的平均年齡：20歲
- 總參賽者的平均年齡：第一季：21.4歲、第二季：21.1歲、第三季：19.9歲。第一至三季：20.8歲
- 最年長的參賽者：坦雅（第一季），28歲
- 最年輕的參賽者：王佳（第一季）、張蔡（第二季）、毛楚玉（第三季）、朱悅（第三季），均18歲

身體特徵
- 最高的冠軍：毛楚玉（第三季），180厘米
- 最矮的冠軍：殷歌（第一季），175厘米
- 最重的冠軍：孟瑤（第二季），54公斤
- 最輕的冠軍：殷歌（第一季），51公斤
- 最高的參賽者：何馨（第二季）、晁常伊蘭（第三季）、毛楚玉（第三季）、趙奕菲（第三季），均180厘米
- 最矮的參賽者：張蔡（第二季），172厘米
- 最重的參賽者：何馨（第二季），60公斤
- 最輕的參賽者：坦雅（第一季）、王珊（第二季）、張洋（第二季），均48公斤

考驗及獎賞
- 勝出最多考驗的冠軍：殷歌（第一季），3次
- 勝出最少考驗的冠軍：孟瑤（第二季），1次
- 勝出最多考驗的參賽者：殷歌（第一季），3次
- 連續勝出最多考驗的參賽者：毛楚玉（第三季），2次
- 第一季 － 勝出最多考驗的參賽者：殷歌，3次
- 第二季 － 勝出最多考驗的參賽者：何馨、胡路璐、孟瑤、莫佳琪、王珊、張洋，1次
- 第三季 － 勝出最多考驗的參賽者：毛楚玉，2次
- 無考驗：第二季第四集、第三季第八集、第三季第九集
- 第一季 － 最常被贏家挑選一起享受考驗獎賞的參賽者：吳美廷，4次
- 第二季 － 最常被贏家挑選一起享受考驗獎賞的參賽者：王珊，3次
- 第三季 － 最常被贏家挑選一起享受考驗獎賞的參賽者：林嘉儀，2次
- 同一集勝出考驗及被淘汰的參賽者：馬舒怡（第一季）
- 被淘汰後因其他參賽者退出而重返比賽並勝出考驗的參賽者：王佳（第一季）、趙奕菲（第三季）
- 首位因病而沒有接受考驗的參賽者：莫佳琪（第二季）

評審及首名入圍
- 首名入圍最多次數的冠軍：孟瑤（第二季），4次
- 首名入圍最少次數的冠軍：毛楚玉（第三季），2次
- 連續首名入圍最多次數的冠軍：殷歌（第一季）、孟瑤（第二季）、毛楚玉（第三季），2次
- 首名入圍最多次數的參賽者：孟瑤（第二季），4次
- 連續首名入圍最多次數的參賽者：殷歌（第一季）、孟瑤（第二季）、毛楚玉（第三季），2次
- 第一季 － 首名入圍最多次數的參賽者：殷歌 － 3次（該季冠軍）
- 第二季 － 首名入圍最多次數的參賽者：孟瑤 － 4次（該季冠軍）
- 第三季 － 首名入圍最多次數的參賽者：毛楚玉、林嘉儀、王聖潔 － 2次（該季冠、亞、季軍）

包尾二人與淘汰
- 未曾進入包尾二人的冠軍：孟瑤（第二季）
- 未曾進入包尾二人而又完成整個比賽的參賽者：孟瑤（第二季）
- 未曾進入包尾二人但未能完成整個比賽的參賽者：劉文靜（第一季）、趙奕菲（第三季）
- 進入包尾二人最多次數的冠軍：殷歌（第一季）、毛楚玉（第三季），1次
- 進入包尾二人最多次數的參賽者：王佳（第一季）、閻雪芊（第一季）、黃琪（第三季）、林嘉儀（第三季），4次
- 連續進入包尾二人最多次數的參賽者：閻雪芊（第一季），3次
- 第一季 － 進入包尾二人最多次數的參賽者：王佳、閻雪芊，4次
- 第二季 － 進入包尾二人最多次數的參賽者：何馨、張洋，3次
- 第三季 － 進入包尾二人最多次數的參賽者：黃琪、林嘉儀，4次
- 無淘汰：第一季第九集、第三季第九集
- 被淘汰後因其他參賽者退出而重返比賽的參賽者：馬舒怡（第一季）、王佳（第一季）、史玉（第三季）、趙奕菲（第三季）

其他
- 退出比賽的參賽者：劉文靜（第一季）、朱楓（第一季）、賈安琪（第三季）、閻玲（第三季）、趙奕菲（第三季）
- 擁有外國血統的參賽者：坦雅（第一季）－白俄羅斯、莫佳琪（第二季）－俄羅斯
- 比賽期間求醫的參賽者：劉文靜（第一季）－婦科檢查、王珊（第二季）－感冒發燒、莫佳琪（第二季）－暈厥
- 已婚的參賽者：劉文靜（第一季）、坦雅（第一季）
- 身為母親的參賽者：坦雅（第一季）
- 比賽期間懷孕的參賽者：劉文靜（第一季）